# 贵宁·奔舍那
贵宁·奔舍那（羅馬化：Quinim Pholsena，1915年11月18日—1963年4月1日）祖籍廣東潮汕地区，寮王国政治人物，生于占巴塞省巴色。

## 生平
贵宁·奔舍那1915年11月18日出生于老挝下寮巴色省巴色。父亲是中国商人，母亲是老挝人。他从小生活在梭发那·富马亲王家，被接受为他们家的养子。在富马亲王的支持下，贵宁·奔舍那在政府中担任过各级高级行政职务，特别是从1949年到1952年担任巴色地区官员。他历任省办公厅秘书、县长、副省长、省长和万象法院院长。1950年任桑怒省省长。1951年、1955年两次当选为国民议会议员，后被选为国民议会副主席。1956年参加救国联盟，任秘书长。1956年与苏发努冯亲王组织争取奉行和平中立政策老挝委员会，任首任主席。
1958年7月，美国颠覆了奉行和平中立政策的富马政府后，扶植老挝亲美集团，加紧渗入老挝。1960年8月9日，以贡勒大尉为首的政变委员会发动“八·九”政变，一举推翻亲美政府，重新成立了奉行和平中立政策的富马政府。1960年，贵宁·奔舍那任争取和平中立、民族和睦和国家统一委员会的副主席。同年8月任内政、体育和青年大臣，后任宣传大臣。“八·九”政变后四个月内，美国重新组织起老挝被瓦解了的亲美势力，对富马政府实行经济封锁并施加政治压力，企图颠覆富马政府，同时在美国军官指挥下，集合起由泰国、南越吴庭艳和台湾蒋介石军队参加的富米·诺萨万叛军，以沙湾拿吉为基地，企图颠覆富马政府。在琅勃拉邦发生暴乱后，以富马亲王为首相的老挝王国政府1960年11月11日在万象举行会议并发表声明说，自11月11日起，合法政府将不执行国王可能在武力压力下所作的任何决定。万象发生暴乱后，大部国会议员被挟持到沙湾拿吉。
正当贡勒大尉率军队在前线阻击富米·诺萨万叛乱集团的进攻时，1960年12月8日上午，老挝第五军区（即万象军区）司令库·帕西·阿贝为首的少数亲美分子在首都万象发动政变，企图夺取政权，他们获得了美国和泰国当局的支持，并得到诺萨万集团的配合。当天，贡勒大尉率领的士兵及其他官兵、警察、公务员和人民起来粉碎了政变，重新控制了万象，并将夺回的政权交还给富马亲王。12月9日，老挝政变委员会主席贡勒大尉发表告全民书称，他率领的部队在公务员、警察及各阶层人民的合作下，已在当天清晨1时击退了富米·诺萨万—文翁·纳占巴塞叛国集团的军队。12月9日富马首相和部分大臣乘飞机离开万象抵达柬埔寨首都金边。宣传大臣贵宁·奔舍那等几位大臣留在万象继续执行富马政府的职权。据万象电台12月10日广播，富马曾授权组成由参谋长顺吞·巴塔马冯任主席的最高军事委员会，“领导国家的一切工作”。但12月11日最高军事委员会主席又将军政大权交还富马政府。12月11日，越南民主共和国政府总理范文同就老挝局势致电中华人民共和国国务院总理周恩来，呼吁采取紧急和有效的行动制止美国对老挝的干涉。12月12日，富米—文翁集团在其总部所在地沙湾拿吉成立了政府，由十七名成员组成，文翁·纳占巴塞任首相，富米·诺萨万任副首相兼国防、复员军人部大臣。该政府由富米—文翁集团自万象集合和挟持的部分议员前往沙湾拿吉于12月12日开会成立。同时富米—文翁集团还挟持在琅勃拉邦被叛军包围的老挝国王下令解散以富马亲王为首的老挝王国政府。当时富米—文翁集团正在美国支持下向万象周边集结军队，企图进攻万象颠覆富马政府。12月13日，老挝爱国战线党主席苏发努冯亲王打电报给在金边的老挝王国政府首相富马亲王，重申支持以他为首的合法政府。12月12日和13日，美国国务院发言人怀特接连就老挝局势发表谈话，将富米—文翁集团挟持老挝国王组织政府的行为称为是“按照宪法程序”采取的行动，并宣布美国不再承认富马政府，还强调美国政府将继续向富米—文翁集团提供援助，并称美国希望富米—文翁集团政府的成立“将导致老挝问题的令人满意的解决”。
1960年12月13日，苏联外交部第一副部长库兹涅佐夫接见美国驻莫斯科大使汤普森，并将苏联政府就老挝局势给美国政府的一份照会交给他，反对美国干涉老挝内政，称美国必须对其侵略行动的后果负全部责任。12月14日，《中华人民共和国政府关于老挝局势的声明》发表，表示要制止美国干涉老挝内政，支持老挝爱国人民正义斗争，尽最大努力维护日内瓦协议。12月13日中午，富米—文翁集团部队从泰国渡河进攻万象。12月14日晚，寮国战斗部队电台广播了老挝爱国战线党中央委员会主席苏发努冯亲王给万象全体人民和部队的号召书，呼吁万象部队和人民坚决保卫首都万象，保卫富马合法政府以及和平中立、民族和睦路线。12月15日，寮国战斗部队电台广播了万象卫戍部队司令、政变委员会主席贡勒大尉的声明，声明强烈谴责美帝国主义及其仆从泰国、南越及蒋介石集团对老挝的公开侵略，号召老挝所有部队和全体人民将敌人赶出万象，并呼吁全世界一切爱好和平的国家帮助富马亲王的合法政府和老挝人民，制止美帝国主义、泰国和美帝国主义的其他仆从对老挝的侵略。12月15日，寮国战斗部队电台还广播了老挝王国政府宣传大臣贵宁·奔舍那的声明，重申富马政府是老挝唯一的合法政府，称“对于美帝国主义和文翁—富米叛国集团的非法和非正义行动，我认为我有责任代表梭发那·富马亲王的合法政府发表如下声明：梭发那·富马亲王政府是老挝王国唯一的合法政府，它仍然存在和照常执行管理国家的任务。”12月15日，美国国务院发言人怀特对新闻记者发表谈话，表示美国“充分信任”富米—文翁集团，将其政府称为“老挝政府”，并强调美国政府将“尽其所能”给予支持。
12月17日，老挝王国政府机关和王国军队总指挥部开始撤出万象。12月17日晚，寮国战斗部队电台广播称，老挝“争取和平中立、民族和睦和统一国家委员会”名誉主席、老挝爱国战线党中央委员会主席苏发努冯亲王在桑怒发表声明，号召全国人民紧密团结在富马政府周围，开展全民斗争保卫祖国反对干涉者。12月17日晚，老挝合法政府广播电台广播，宣传大臣贵宁·奔舍那在视察万象战场后代表富马合法政府发表谈话，谴责美国及泰国等干涉和侵略老挝，号召老挝军民为捍卫祖国而斗争，并揭露进攻万象的有泰国、南越、蒋介石集团和菲律宾军队。12月19日，《中华人民共和国政府关于老挝局势的再次声明》发表，要求立即制止美国在老挝玩火，指出美国策动的武装干涉严重威胁亚洲和平和中国安全，支持越南民主共和国政府关于召开日内瓦会议参加国会议制止美国侵略的主张。12月18日，寮国战斗部队电台广播了老挝爱国战线党中央委员会主席苏发努冯亲王给1954年关于印度支那问题的日内瓦会议两主席的信，信中要求他们“采取适当和紧急措施，来确保关于老挝的日内瓦协议得到遵守，并创造必要的条件，以恢复目前老挝的唯一合法政府——富马亲王政府的权力。”同日，老挝合法政府的“老挝之声”电台广播了老挝合法的富马政府的代表贵宁·奔舍那的声明，谴责美国、泰国和富米·诺萨万叛国集团进攻和破坏万象的罪行，并号召老挝全国人民团结抗击敌人以保卫祖国、保卫和平中立、民族和睦和统一国家的政策。12月20日晚，据“老挝之声”电台广播，宣传大臣贵宁·奔舍那代表富马合法政府、贡勒大尉和争取和平中立、民族和睦和统一国家委员会访问了随部队自万象一起撤出的数千人民。1960年12月，美国政府官员公开表示美国正向富米—文翁集团的政府提供物资和军火。
1960年12月22日，老挝王国合法政府代表贵宁·奔舍那访问了桑怒，同老挝爱国战线党中央委员会主席苏发努冯亲王举行会谈。12月26日在桑怒发表的会谈公报中宣布，“双方要求日内瓦会议两位主席立即召开1954年日内瓦会议参加国的会议，并且采取紧急和有效的措施，保证日内瓦协议得到尊重和彻底履行。”“老挝王国的合法政府和老挝爱国战线党在实现和平中立、真正的民族和睦的共同斗争中将紧密合作。”“老挝王国军队和寮国战斗部队武装力量，将加强团结，协力战斗，反对侵略者和叛国分子，建设一个和平中立、民族和睦、统一、独立的老挝。”12月25日，据“老挝之声”电台广播，老挝王国政府代表、宣传大臣贵宁·奔舍那发表声明，再次宣布富马亲王政府是老挝唯一的合法政府。
1960年12月31日，老挝王国合法政府军队完全控制了上寮的重要战略地区石缸平原，同日寮国战斗部队攻占了川圹省的重要据点农黑县城。同日，老挝王国政府军在寮国战斗部队的配合下，攻占了丰沙里省省会丰沙里市，并在1961年1月1日攻占川圹省省会川圹市。这是对美国支持的富米—文翁集团的重大打击。1960年12月30日，万象卫戍司令贡勒大尉发表声明说，“我谨以梭发那·富马亲王为首的合法政府的名义，严厉谴责和坚决反对美国、泰国和南越当局的干涉和侵略。”12月31日，由老挝合法政府大臣贵宁·奔舍那签署的老挝合法政府声明称，“在过去几天中间，美国战争挑拨者继续派遣更多的泰国军队以及南越、蒋介石和菲律宾的军官前往老挝，以帮助富米·诺萨万—文翁·纳占巴塞叛国集团扩大内战。同时，他们污蔑越南民主共和国和中华人民共和国干涉老挝的内政。”“今天，万象叛乱集团的电台不断地叫嚣说，‘五营越盟的军队正在进攻川圹边境地区’。他们的目的是掩盖他们的战争挑衅活动，并用上述说法作为要求东南亚条约组织对老挝进行军事干涉的借口。”“我代表老挝王国政府对美帝国主义者和泰国反动派的干涉和侵略阴谋提出有力的抗议。我断然否认富米—文翁集团上述这种无稽的捏造。我代表合法政府号召全国军民提高警惕，揭露敌人上述阴谋，坚决反对美国和泰国战争挑拨者的一切侵略和干涉活动，并反对富米—文翁集团的一切卖国行为。”
由于富米—文翁集团在战场上惨败，王国政府军（中立派贡勒部队）与寮国战斗部队巩固了对石缸平原的控制，且进逼万象和琅勃拉邦。1961年起美国逐渐放弃对富米—文翁集团的支持，转而接受富马再度出面组织联合政府。1961年，扩大的日内瓦会议在这一背景下召开。在会议上，贵宁·奔舍那以老挝中立派的代表和老挝统一代表团团长的身份，积极反对美国的各种阻挠，为促使会议达成协议做出了贡献。
1962年6月12日，老挝三亲王在石缸平原达成关于组织临时联合政府的全部协议，老挝王国政府首相梭发那·富马亲王，老挝爱国战线党主席苏发努冯亲王，万象方面的文翁亲王在协议上签字，参加签字仪式的有老挝王国政府宣传大臣贵宁·奔舍那，老挝爱国战线党总书记富米·冯维希，沙湾拿吉集团的富米·诺萨万，还有日内瓦会议两主席代表、苏联和英国驻老挝的使节以及老挝国际委员会印度、波兰、加拿大三国的代表。1962年6月23日，以富马亲王为首的老挝临时民族团结政府正式成立。贵宁·奔舍那任老挝临时民族团结政府外交大臣。
老挝临时民族团结政府组成和日内瓦会议达成协议后，他担任老挝王国政府外交大臣和执行日内瓦协议全国委员会主席，严格履行日内瓦协议，并执行老挝临时民族团结政府的和平中立外交政策，维护老挝爱国力量的团结，反对美国破坏日内瓦协议、继续干涉和侵略老挝。
贵宁·奔舍那是推动老挝王国1961年同中华人民共和国建交的重要人物。中老建交后，他作为外交大臣多次前往中华人民共和国，同毛泽东、周恩来、陈毅等中国领导人结下友谊。
由于坚决履行日内瓦协议，坚持老挝的和平中立政策，反对美国干涉老挝，贵宁·奔舍那受到美国的强烈反对。当老挝临时民族团结政府成立时，美国曾公开反对任命贵宁·奔舍那为外交大臣。美国合众国际社将贵宁·奔舍那称为“新政府的所有阁员中最危险的人物”，说人们怀疑“贵宁是否真正中立”。美国《星期日明星报》说：“两年多来一直在密切注意着他的美国人，都怀疑他是不是一个共产党。”1962年至1963年，在华盛顿影响下的一些美国报纸一直在攻击他。
1963年3月，贵宁·奔舍那陪同老挝国王西萨旺·瓦达纳到日内瓦协议的九个签字国进行国事访问，于1963年3月30日回国。1963年4月1日，贵宁·奔舍那参加完富马首相为老挝国王回国而举行的招待会之后回家，奔舍那夫妇抵达他们新装修的别墅，当他们从轿车里出来时，奔舍那登上台阶，其中一名被指派保护他别墅的警卫员契贡（Chyr Song）下士向前冲出来，用冲锋枪开枪打死了奔舍那，并严重打伤了他的妻子，妻子的双腿都受伤。

## 身后
事件发生后的次日即4月2日，美国助理国务卿哈里曼在华盛顿对美国国会发表谈话称，“贵宁在暗杀一个忠于富马首相的中立的上校方面曾起过作用”，“贵宁企图暗害贡勒将军”。据美联社报道，哈里曼还解释称：“虽然贵宁在名义上是一位中立主义者，但是不应当认为他的死是对领导联合政府的中立的梭发那·富马首相的进攻”。同一天晚间，记者们在万象见到一份据称是刺杀贵宁·奔舍那的19岁凶手契贡“用老挝文写的”供词，内称贵宁“想出卖贡勒，推翻联合政府”，并指使“击落了一架美国飞机”等，其口吻和美国助理国务卿哈里曼的口吻一致。这份供词由辛加坡将军发表，4月2日下午13时交出，美国之音下午16时、南越西贡电台在下午18时就分别广播了，而在老挝石缸平原的各通讯社直到下午近18时才从新闻人士那里获得这份供词。
事件发生后的多日，美国主流媒体大多认为奔舍那遇刺事件有利于西方，并预测了其遇刺给老挝联合政府带来的影响。合众国际社1963年4月3日从西贡发出的消息称：“奔舍那在星期一遭到暗杀，不容争辩地改变了老挝联合政府的微妙的结构，使之变成有利于西方。”并称“西方对贵宁的影响日益增加感到惊恐。”美联社1963年4月2日从华盛顿发出的消息称：“奔舍那遇刺一事可能是不稳定的老挝联合政府中发生非常严重的争执的开始。”《纽约时报》1963年4月2日的评论说，贵宁·奔舍那遇刺事件是“老挝中立主义势力内部个人和派别争吵的结果”，“华盛顿不认为老挝外交大臣贵宁·奔舍那被刺会在老挝引起任何直接的政治和军事爆发。”“这个（老挝）政府的主要人物，右派、左派、中派的领导人都还活着。”
贵宁·奔舍那遇刺身亡后，老挝爱国战线党主席苏发努冯亲王、争取奉行和平中立政策老挝委员会和老挝之声电台一致指出，这一罪行是美国及其仆从制造的，目的是破坏老挝民族团结政府和老挝的和平中立。1963年4月2日，争取奉行和平中立政策老挝委员会就该委员会主席贵宁·奔舍那遇刺发表声明称，“贵宁·奔舍那被害，显然是美帝国主义所策划的，其目的是为了消灭中立派，镇压爱国力量。”“美帝国主义必须对贵宁·奔舍那被害担负责任。”要求老挝民族团结政府惩办凶手，并号召该委员会的全体成员和老挝人民进一步加强斗争，反对美帝国主义的离间和破坏阴谋，贯彻老挝的和平中立政策。1963年4月3日，寮国战斗部队（即老挝爱国战线党武装部队）电台发表评论称：美帝国主义及其仆从杀害贵宁·奔舍那是为打击老挝民族团结政府中积极贯彻老挝中立政策的人士；但美帝国主义及其仆从的这种行径吓不倒老挝人民，相反老挝人民将因此更仇恨它们，更坚决地反对它们。
1963年4月2日上午，老挝临时民族团结政府在富马亲王主持下举行内阁会议，决定为贵宁·奔舍那举行国葬。内阁会议还决定，从4月2日起直至举行国葬之日是国丧期，在此期间取消一切正式招待会。在4月2日以及国葬当天，所有公共建筑上都挂半旗致哀。内阁会议还决定成立内阁委员会负责国葬事宜，委员会由冯·丰沙万任主席，委员包括文腾·宋维莱，坎苏·高拉，富米·冯维希，贡·萨纳尼空，汶通·沃拉冯，彭派·帕纳莱。1963年4月2日上午，首相府公报宣布，刺杀贵宁·奔舍那的凶手即他的警卫员之一已被逮捕。1963年4月2日下午，老挝临时民族团结政府全体大臣和国务秘书由首相富马亲王率领，前往贵宁·奔舍那的住宅哀悼，并慰问正在治疗的贵宁·奔舍那夫人。1963年4月3日，老挝王国政府公报《老挝新闻》宣布，因外交大臣贵宁·奔舍那遇刺逝世，卫生大臣坎苏·高拉将负责处理外交部的日常事务，以待任命新外交大臣。1963年4月2日，老挝临时民族团结政府首相富马亲王在政府追悼故外交大臣贵宁·奔舍那的仪式上，将国家的最高级勋章“万象与白伞大十字勋章”追授给贵宁·奔舍那。后来在4月13日，老挝报纸刊登了老挝国王西萨旺·瓦达纳此前对贵宁·奔舍那逝世发出的唁电，内称他“对外交大臣贵宁·奔舍那遇刺后去世的消息感到惊讶。”他深表哀痛，并谴责罪犯们这一暴行，表示对暗杀老挝政党领袖的这种野蛮残酷的手段不能赞同，对奔舍那家属表示真诚的慰问，并希望伤势危险的奔舍那夫人康复。
贵宁·奔舍那遇刺后，老挝各方政治势力以及中华人民共和国、越南民主共和国先后发表声明或谈话，力图使老挝局势保持稳定，抵制美国干涉老挝。1963年4月2日越南民主共和国政府总理范文同、4月3日中华人民共和国国务院总理周恩来及副总理兼外交部长陈毅分别打电报给老挝王国政府首相富马亲王，对老挝王国政府外交大臣贵宁·奔舍那遇刺逝世表示哀悼。1963年4月3日，老挝爱国战线党主席苏发努冯亲王努冯亲王就美帝国主义及其仆从杀害老挝民族团结政府外交大臣贵宁·奔舍那事发表声明。1963年4月4日，老挝临时民族团结政府副首相、老挝爱国战线党主席苏发努冯亲王又对记者发表谈话称，“这次极恶的罪行，是同自去年11月以来直到目前不断在川圹挑起的骚扰相配合的。所有这些由外国机构准备的罪行，都是旨在分裂中立主义力量，离间中立主义者和老挝爱国战线党。”“外国人组织的杀害奔舍那的这次罪行，是对老挝人民的挑战。他们企图消灭老挝中立主义者。政府应该用行动还击这种挑战。”他还宣布，他已要求政府成立一个拥有一切司法权力的包括三方面代表参加的全国性的调查委员会调查该谋杀案。1963年4月4日，老挝临时民族团结政府新闻、宣传、游览大臣、老挝爱国战线党总书记富米·冯维希对记者发表谈话。1963年4月5日，老挝爱国战线党副主席西吞·库马丹答记者问，指出美国是杀害贵宁·奔舍那的元凶。
1963年4月5日上午，老挝临时民族团结政府在富马亲王主持下举行内阁会议，决定组成一个混合特别委员会，负责调查贵宁·奔舍那被刺案的全部真相，该委员会将由两名法官及左中右三方面各派两名代表组成。4月12日，该特别调查委员会已经成立，由富马亲王方面的宋奔·冯帕拉占上校和伦中校、老挝爱国战线党方面的平佩拉占上校和陶·索·佩塔西、沙湾拿吉集团方面的坎欣·沃拉桑中校和坎番以及政府司法部的坎奔和文索·毛坎普组成，委员会第一次会议选举坎奔为委员会主席。
1963年4月5日，老挝爱国战线党中央委员、“老挝和平中立、民族和睦、统一国家委员会”委员、前国会议员坎番·布法夫人代表老挝爱国战线党和老挝解放区全体妇女致信贵宁·奔舍那夫人，对其丈夫的逝世表示哀悼和慰问。
1963年4月8日，东南亚条约组织在巴黎举行外长级理事会议。同日，寮国战斗部队电台发表评论，强烈谴责东南亚条约组织在该会议讨论老挝问题，认为这严重违反1962年日内瓦协议，表示“众所周知，东南亚侵略集团的这次会议，与美帝国主义及其仆从杀害老挝民族团结政府外交大臣贵宁·奔舍那以及它们在石缸平原制造混乱有关；这次会议也同美帝国主义企图增强老挝的亲美力量有密切联系。”美联社报道称，在4月9日举行的一个只有各国部长或首席代表及其一两位助手参加的秘密会议上，美国国务卿腊斯克敦促其他成员国公开干涉老挝，他说“老挝的局势是严重的，如果不加以制止，将打破中立的老挝政府的动摇中的平衡。”并表示美国决定继续执行对南越的干涉政策。《纽约时报》4月10日刊登的自巴黎发出的报道称，直到4月9日晚上，美国还在向各成员国施压，要求通过一项干涉老挝的决议。4月10日外长级理事会议闭幕，会议公报仅表示“支持使老挝在一个民族团结政府领导下实行中立和独立。”同时理事会还废除了原先的所有决定必须一致通过的规定。

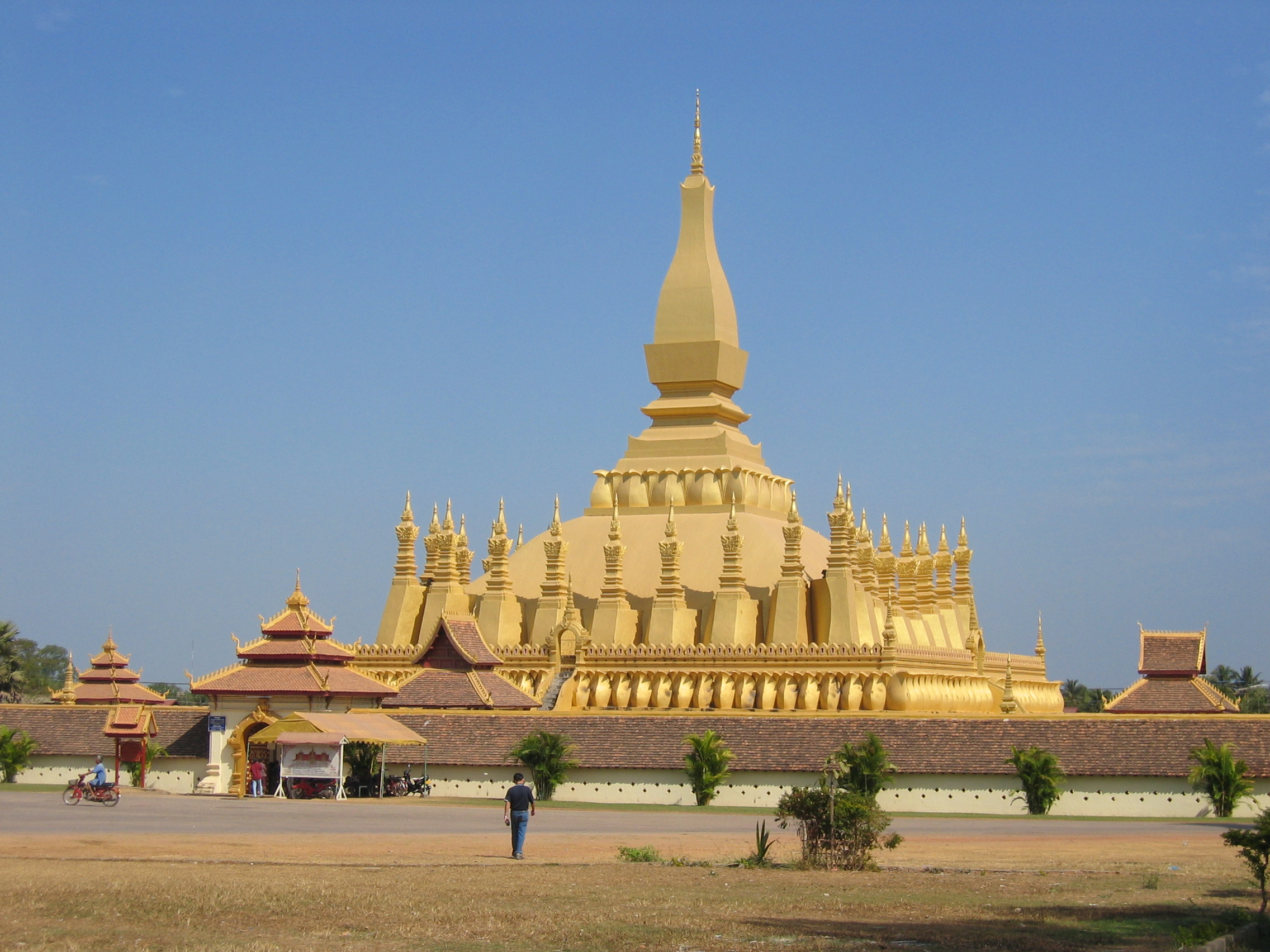
贵宁·奔舍那灵柩的火化之地——万象塔銮寺院广场

1963年4月8日，在老挝首都万象隆重举行贵宁·奔舍那的国葬仪式，所有公共建筑上的国旗都下半旗，参加国葬的有老挝西萨旺·瓦达纳国王的代表、首相梭发那·富马亲王、副首相苏发努冯亲王和富米·诺萨万、王国总监文翁亲王、内阁和大臣会议的全体成员、文武官员、僧侣和各界人士的代表及贵宁·奔舍那的家属和生前友好。各国驻老挝外交使节也参加了国葬。老挝民族团结政府首相梭发那·富马亲王和老挝和平中立党代表、贵宁·奔舍那的女儿娘·坎佩·奔舍那在国葬仪式上分别致悼词。4月8日下午，贵宁·奔舍那的灵柩被送到万象塔銮寺院广场火化。
1963年4月9日，老挝爱国战线党中央委员会在桑怒举行追悼贵宁·奔舍那大会，老挝爱国战线党中央机关、部队和省、县机关、团体和人民代表出席。同日，老挝川圹省各族各界人民代表七百多人在康开举行大会追悼贵宁·奔舍那。同日，老挝爱国战线党桑怒省委员会在桑怒市举行群众大会追悼贵宁·奔舍那，桑怒市驻军和各机关、各阶层人民代表一千七百人参加。
贵宁·奔舍那遇刺后，老挝军事形势一度紧张。1963年4月4日，寮国战斗部队最高指挥部代表辛加坡将军主动会见了贡勒将军，共商解决石缸平原和川圹混乱局势的办法。在会见中贡勒将军认为，有一部分他指挥的王国军队受人挑唆开了枪。会见中双方就辛加坡将军提出的四项建议达成了协议并签字。协议签字后当天，在美国支持下，一名法国将军及其随从（其中有美国军官）违反1962年日内瓦协议来到老挝石缸平原。4月5日和6日，驻石缸平原的贡勒将军的中立派部队中，部分亲美分子诱捕了中立派青年炮兵营营长和副营长并随之将他们杀害，还以他们的名义向驻康开的寮国战斗部队及驻川圹市的王国军队（属于中立派）发动进攻。此后两三天时间，上百名驻石缸平原的贡勒将军部队的中立派士兵不愿奉命进攻，乃离开队伍投向驻川圹市和康开的中立派部队，并同寮国战斗部队维持团结。另据4月10日的消息称，由美国军官指挥的沙湾拿吉集团别动队正进攻川圹西南的帕东解放区，并企图占领石缸平原，别动队里混有泰国军官及蒋介石残部，由美国航空公司飞机向这些别动队空投弹药，沙湾拿吉空军基地由美国上校领导的“顾问团”正训练那里的飞行员和伞兵。
1963年4月10日，寮国战斗部队最高指挥部代表辛加坡将军发表声明，强烈谴责美帝国主义及其仆从杀害贵宁·奔舍那和在石缸平原制造紧张局势等一系列卑鄙活动，称“老挝人民和世界人民都清楚地看到，引起混乱和用卑鄙手段杀人的罪犯和凶手，是美帝国主义和它的走狗。”4月11日，越南民主共和国外交部发言人声明。1963年4月12日，寮国战斗部队电台发出致中立派军队全体官兵的呼吁书。4月14日，寮国战斗部队最高指挥部代表奔·西巴色将军发表声明。4月14日，老挝临时民族团结政府首相富马亲王和副首相苏发努冯亲王乘飞机离开万象到川圹视察，以谋求缓和川圹紧张局势的办法，陪同他们前往川圹的有国际监督委员会的三位委员及作为日内瓦会议两主席的代表的苏联和英国驻老挝大使。
1963年4月10日至12日，老挝中立派中的亲美分子派军队进攻康开、川圹市等地的中立派军队。4月12日，沙湾拿吉集团军队在美国顾问指挥下，在欣合南面即南利河南岸集结，开始向寮国战斗部队及富马亲王中立派军队控制的南利河北岸解放区进攻。同时，沙湾拿吉集团军队对下寮的寮岸以及芒球解放区也开展了大规模“扫荡”。4月12日，老挝中立派的爱国警官坎提·西潘通中校被杀害，这是继贵宁·奔舍那遇刺后又一起针对中立派的攻击行动。
1963年4月13日，苏发努冯亲王写信向老挝人民祝贺新年，谴责美国企图在老挝重新挑起战争，号召保卫民族团结政府和和平中立。4月14日，老挝中立派军官、第五军区司令敦上校谒见富马亲王后发表谈话，强烈谴责美帝国主义及其仆从分裂中立派队伍，阴谋推翻民族团结政府，破坏老挝和平中立和准备在老挝重新发动战争。4月15日，越南民主共和国政府就美国在老挝制造危险局势发表声明。4月16日，《中华人民共和国政府关于当前老挝局势的声明》发表。4月16日，老挝爱国战线党主席、老挝临时民族团结政府副首相苏发努冯亲王在庆祝老挝新年仪式上发表讲话，表示“美帝国主义企图全部消灭老挝爱国进步力量，企图占领川圹，颠覆民族团结政府，重新发动老挝战争。”
1963年4月16日，美国副国务卿鲍尔在一次电视谈话中称，“在像（老挝目前）这样复杂的局势下……人们决不能排除派军队进入老挝的任何可能性。”4月18日，美国国务院发言人怀特又发出美国要派兵进入老挝的威胁，表示美国绝不能“袖手旁观”，并就鲍尔4月16日的谈话说，“那里的局势是变化不定的”，人们“不能排除（美国）会作任何事情”。同日，美国国务卿腊斯克在华盛顿报纸编辑协会发表演说时称，“得到在河内的共谋者支持的寮国没有”给日内瓦协议以忠实的支持。4月17日，关于老挝问题的日内瓦会议两主席之一的英国外交部发表声明，立场同美国相仿，指责了老挝爱国派力量，并为美国在老挝的战争活动进行了辩护。4月19日，美国总统肯尼迪在美国报纸编辑协会回答记者关于美国是否可能干涉老挝的问题时，称“寮方在石缸平原地区”采取“进攻行动”，并说“由于这种进攻继续进行，这就产生了保证老挝独立和中立的日内瓦协议是否将受到破坏的问题。我认为，我们在今后几天内有可能看到这个协议是否受到破坏，苏联和日内瓦协议的其它签字国是否将履行它们的义务。”同日，国务院发言人怀特说“寮国在越南的帮助下完全漠视和粗暴蹂躏”日内瓦协议，并说“寮国在越盟的支持下正在试图推翻（老挝）政府。”并威胁要采取“新的主动”以干涉老挝局势。4月20日，美国总统肯尼迪召开美国国家安全委员会的扩大会议，策划干涉老挝局势的新行动。当日《华盛顿邮报》社论说，“最后美国进行军事干涉的问题”尽管“仍然是丢脸的、困难的”，却“很可能是不可避免的”。《纽约时报》同日的社论说：“白宫、国务院和国防部的官员们在紧急的气氛中碰头，以便决定美国的下一步行动。……从法律上说，如果共产党人被认为已经废弃日内瓦协议，这种行动就能够为老挝要求西方军事支持铺平道路。”
1963年4月17日，中立派内部的亲美分子炮击在康开的老挝爱国战线党武装力量参谋部和苏发努冯亲王的住所。4月17日，老挝第五军区司令、老挝王国最高军事委员会委员、“八·九” 政变委员会副主席敦上校给贡勒将军、坎勒将军和“八·九”政变委员会中的其他军官的信发出，呼吁停止冲突重新携手合作，号召爱国官兵将美帝国主义仆从赶出中立派军队。4月19日，寮国战斗部队最高指挥部代表奔·西巴色将军发表声明，谴责美国指挥军队大规模进攻解放区。4月20日，亚非人民团结组织书记处就美国暗杀老挝外交大臣贵宁·奔舍那事发表声明。4月20日，寮国战斗部队最高指挥部发言人就南越军队侵入老挝领土事发表声明。4月21日，中华人民共和国国务院总理周恩来在欢迎阿拉伯联合共和国部长执行会议主席阿里·萨布里宴会上发表关于老挝局势的讲话。4月21日，老挝爱国战线党主席、老挝临时民族团结政府副首相苏发努冯亲王在康开会见梭发那·富马亲王后发表声明。4月21日，老挝临时民族团结政府新闻、宣传、游览大臣富米·冯维希发表声明。4月22日，老挝临时民族团结政府副首相、老挝爱国战线党主席苏发努冯亲王在同梭发那· 富马亲王会晤后向越南通讯社记者发表谈话。此后各方又继续协调和发表谈话，抵制美国干涉老挝以维持老挝的和平中立。
1973年4月1日，老挝爱国中立力量联盟在桑怒举行集会，纪念贵宁·奔舍那逝世十周年，老挝爱国中立力量联盟主席坎苏·高拉、副主席敦·逊纳拉上校、联盟常务委员昏·蒙昆维莱将军，老挝爱国战线中央委员会副主席西吞·库马丹、中央常务委员诺哈·冯沙万、中央委员辛加坡等参加了集会，贵宁·奔舍那夫人和贵宁·奔舍那的弟弟也出席。昏·蒙昆维莱和辛加坡在会上发表讲话，赞扬贵宁·奔舍那为老挝人民的救国事业立下的功绩，并一致强调老挝爱国战线和老挝爱国中立力量要更紧密地团结起来，为彻底执行老挝协定而斗争。贵宁·奔舍那夫人也在纪念会上讲话，呼吁老挝各族、各阶层妇女大力斗争，迫使美国和万象政府方面停止对老挝各爱国力量解放区的蚕食进攻和轰炸。

## 家庭
1961年，贵宁·奔舍那将自己的八个子女以及另外七名老挝政要子女安排来中国，他们15人被中方安排住进北京金鱼胡同3号大院的“和平宾馆”（即原“那家花园”）。他们15人中，除了一人上幼儿园外，其他14人于1962年被分别安排到史家小学和北京市八一学校学习，很快与许多中国师生结为良师益友，其中有胡绍芳老师以及习近平、濮存昕、宫五一等同学。就读史家小学时，正逢中国开展“向雷锋同志学习”的高潮，他们就主动在周日去食堂帮采购员卸白菜，帮保洁阿姨捡拾晾洗散落的枕巾和床单，替锅炉房的叔叔捡没烧尽的煤核，3号大院的叔叔阿姨都夸他们是“来自老挝的洋雷锋！”1963年冬，他们在北京第一次见到雪，欢乐地打雪仗、堆雪人。1964年春，他们作为特邀嘉宾与史家小学的师生春游颐和园。周恩来的夫人邓颖超多次来3号大院看望他们，1965年春节前夕又来看望。
1966年“文革”爆发，学校陆续停课，周恩来特意安排他们所在中学的老师突击教会他们高中课程。这十五人此后有的去了苏联，有的继续留在北京至1970年才返回老挝。1971年，老挝人士贡高到北京大学留学，恰和濮存昕的姐姐濮晔同班。濮晔和贵宁·奔舍那的女儿开芸是史家小学同学，濮晔乃通过贡高联系上了已回万象的开芸。不久开芸专程到北京见濮晔，两人一起回访了母校史家小学和金鱼胡同3号大院。
贵宁·奔舍那遇刺身亡后，中华人民共和国外交部部长陈毅紧急请示国务院总理周恩来，很快通过中国驻老挝大使馆将受重伤的贵宁·奔舍那夫人接到中国避难。从1963年起，贵宁·奔舍那夫人在北京居住7年，随后携部分子女回到老挝。贵宁·奔舍那夫人的右腿被截肢。老挝恢复和平后，她定居万象直到晚年。
2009年11月，贵宁·奔舍那的子女开芸、萨玛诺姐弟作为嘉宾返回母校史家小学参加70周年校庆，随后又在中国老同学濮晔的陪同下到金雨胡同3号大院重游。
2010年6月16日，中华人民共和国副主席习近平（北京市八一学校校友）到访老挝时，尽管在老挝仅停留23小时，但习近平仍坚持会见了贵宁·奔舍那的子女这些老同学老朋友，其中习近平对老五萨玛诺印象最深刻，和他们一起回忆了童年生活。2017年11月14日，中华人民共和国主席习近平在万象下榻饭店再次会见了奔舍那家族友人。
2014年5月15日，中国人民对外友好协会和中国－老挝友好协会在北京分别授予贵宁·奔舍那、宋玛·奔舍那父子“中老友好贡献奖”。
贵宁·奔舍那的胞弟坎连·奔舍那是作家。
贵宁·奔舍那有子女12人（其中8人曾在中国上学）：
- 长子：甘乔·奔舍那[69]
- 次女
- 三女
- 四女（排行第四）：开芸·奔舍那，老挝国家银行行长助理[2][69][68]。
- 次子（排行第五）：萨玛诺·奔舍那，老挝国家电力施工安装公司总经理[2][69][68]。
- 三子（排行第六）：宋玛·奔舍那（Sommad Pholsena），老挝交通、运输、邮电和建设部部长[2]，后任老挝自然资源与环境部部长[69][68]。
- 四子（排行第七）：宋玛克·奔舍那，老挝硅业有限公司董事、副总经理[2][69][68]。
- 五女：开玛尼·奔舍那，老挝工业贸易部副部长，老中友好协会副主席[2]，后任老挝工业贸易部部长，兼任老中经贸合作委员会主席[69][68]。
- 五子（排行第八）：宋宝·奔舍那，老挝交通部铁路司副司长[2][69]，后任老挝交通部铁路司司长[68]。
- 六子（排行第九）：宋朋·奔舍那，德国驻老挝大使馆职员[2][69][68]。